# 사이다 (방송 프로그램)
《사이다》는 2008년 4월 6일부터 2008년 11월 16일까지 방송된 KBS 2TV의 예능 프로그램이다.

## 기획 의도
세상사는 이야기를 다 모아 펼치는 공감 버라이어티 프로그램이다.

## 역대 방영 코너
- 실제상황! 나 어떡해
- 토크는 꿀단지
- 리얼러브스토리 "사랑은"
- 공감이 스물스물
- 안나의 실수[1] : 홍진영(서안나 역)
  - 직장인들의 기막힌 실수담들이 안나를 통해 코믹하게 그려지는 코너.
- 그들은 왜!
- 답 VS 답